# X-Tåget
X-tåget är den regionaltågtrafik som bedrivs av Region Gävleborg under varumärket X-trafik. X-tåget trafikerar två sträckningar varav den ena är Norra stambanan från Gävle via Ockelbo och Bollnäs till Ljusdal medan den andra är Ostkustbanan från Gävle via Söderhamn och Hudiksvall till Sundsvall.

## Historik
Innan verksamheten med X-tåget startade körde Statens järnvägar lokaltåg på sträckan Gävle-Ockelbo. Det var en av de sista SJ-drivna lokaltågssträckorna i landet.[källa behövs]
X-tåget hade premiär på sträckan Ljusdal-Bollnäs-Gävle år 1990. Då användes tågtypen X10R, numera X11. Den ersattes år 2001 av Regina.
Den 17 juni 2001 började X-tåget även att trafikera Ostkustbanan på sträckan Gävle-Söderhamn-Hudiksvall-Gnarp. På Ostkustbanan gick tågen då tre dubbelturer/dag vardagar samt två dubbelturer/dag på helgerna. På stambanan var utbudet större med tio dubbelturer på vardagarna samt fyra på helgerna.
Tåglinjen efter Ostkustbanan förkortade restiden mellan länets huvudorter väsentligt jämfört med de bussförbindelser som tidigare hade funnits. Efter önskemål från studenter vid Mittuniversitetet i Sundsvall förlängdes linjen den 13 juni 2004 så att den norra ändstationen kom att bli Sundsvall västra istället för, som tidigare, Gnarp. Detta innebar en förlängning av linjen med 45 km och att linjesträckningen Gävle-Sundsvall fick en längd på drygt 22 mil. X-trafik utökade den 14 juni 2005 tågtrafiken med fler turer. Man inköpte även ytterligare en motorvagn. 

## Drift
Trafiken är upphandlad av VR Sverige och tågen är av typ Regina. Vagnarna innehar fordonsnummer  9010, 9043, 9045, 9046, 9047 och 9061, och ägs av Transitio som hyr ut dem till X-Trafik. X-Tåg fordonsnummer 9010 är ett X51 tåg med två vagnar, 9043, 9045, 9046 och 9047 är X52 tåg med tre vagnar och 9061 är ett X50 tåg med två vagnar.
I juni 2025 tog VR Sverige över trafiken från Vy Tåg. Kontraktet sträcker sig till december 2036.

### Fotnoter
1. ↑  ”X-tåget”. Järnväg. Arkiverad från originalet den 19 oktober 2018. https://web.archive.org/web/20181019045457/http://www.jarnvag.net/resa/x-taget. Läst 18 oktober 2018.
2. ↑  ”VR Sverige vinner nytt tågtrafikavtal”. VR Sverige. 7 november 2023. https://newsroom.notified.com/vr-sverige-press/posts/pressreleases/vr-sverige-vinner-nytt-tagtrafikavtal. Läst 7 november 2023.